# 1440
El 1440 (MCDXL) fou un any de traspàs començat en divendres del calendari julià.

## Esdeveniments
Països Catalans
Resta del món

## Naixements
Països Catalans
- Xàtiva - Probable data de naixement de Lluís Alcanyís, poeta i metge valencià.

Resta del món

## Necrològiques
Països Catalans
Resta del món